# Cover Me in Sunshine
Cover Me in Sunshine is een nummer van de Amerikaanse zangeres Pink uit 2021, in samenwerking met haar 9-jarige dochter Willow Sage Hart. 

## Achtergrond
In 2019 zei Pink tegen het tijdschrift Entertainment Magazine dat ze in de toekomst een nummer wilde opnemen met haar dochter. Dit resulteerde uiteindelijk in Cover Me in Sunshine. Op Instagram zei Pink dat ze met het nummer hoopt mensen op te beuren tijdens de coronapandemie. De zangeres nam het thuis op met Willow Sage Hart, en omdat beiden vrolijk werden van het nummer, besloten ze het op single uit te brengen. De tekst is optimistisch en gaat over een goede toekomst na corona. In het eerste couplet van het nummer zingt Pink dat ze door de pandemie veel tijd te doden heeft, en dat ze droomt dat mensen weer samen mogen zijn, terwijl ze in het laatste couplet haar zorgen over de wereld uit. Pink en haar zoon raakten in maart 2020 zelf ook besmet met het coronavirus.
Cover Me in Sunshine flopte in thuisland de Verenigde Staten, maar werd in een paar Europese landen wel een hit. Zo ook in het Nederlandse taalgebied.
In Nederland werd de single veel gedraaid op Qmusic, Radio 538, Radio 10, Radio Veronica, NPO Radio 2 en NPO 3FM en werd een hit met een 4e positie in de Nederlandse Top 40, een 5e positie in de publieke hitlijst Mega Top 30 op NPO 3FM, een 8e positie in de Nederlandse B2B Single Top 100 en de 9e positie in de 538 Top 50.
In België bereikte de single de 12e positie in de Vlaamse Ultratop 50 en de 15e positie in de Vlaamse Radio 2 Top 30.

## Hitnoteringen

### Nederlandse Top 40
| Hitnotering: 27-02-2021 t/m 19-06-2021 | Hitnotering: 27-02-2021 t/m 19-06-2021 | Hitnotering: 27-02-2021 t/m 19-06-2021 | Hitnotering: 27-02-2021 t/m 19-06-2021 | Hitnotering: 27-02-2021 t/m 19-06-2021 | Hitnotering: 27-02-2021 t/m 19-06-2021 | Hitnotering: 27-02-2021 t/m 19-06-2021 | Hitnotering: 27-02-2021 t/m 19-06-2021 | Hitnotering: 27-02-2021 t/m 19-06-2021 | Hitnotering: 27-02-2021 t/m 19-06-2021 | Hitnotering: 27-02-2021 t/m 19-06-2021 | Hitnotering: 27-02-2021 t/m 19-06-2021 | Hitnotering: 27-02-2021 t/m 19-06-2021 | Hitnotering: 27-02-2021 t/m 19-06-2021 | Hitnotering: 27-02-2021 t/m 19-06-2021 | Hitnotering: 27-02-2021 t/m 19-06-2021 | Hitnotering: 27-02-2021 t/m 19-06-2021 | Hitnotering: 27-02-2021 t/m 19-06-2021 | Hitnotering: 27-02-2021 t/m 19-06-2021 |
| Week:                                  | 1                                      | 2                                      | 3                                      | 4                                      | 5                                      | 6                                      | 7                                      | 8                                      | 9                                      | 10                                     | 11                                     | 12                                     | 13                                     | 14                                     | 15                                     | 16                                     | 17                                     |                                        |
| -------------------------------------- | -------------------------------------- | -------------------------------------- | -------------------------------------- | -------------------------------------- | -------------------------------------- | -------------------------------------- | -------------------------------------- | -------------------------------------- | -------------------------------------- | -------------------------------------- | -------------------------------------- | -------------------------------------- | -------------------------------------- | -------------------------------------- | -------------------------------------- | -------------------------------------- | -------------------------------------- | -------------------------------------- |
| Positie:                               | 29                                     | 22                                     | 17                                     | 14                                     | 12                                     | 5                                      | 5                                      | 5                                      | 5                                      | 4                                      | 5                                      | 7                                      | 7                                      | 12                                     | 12                                     | 20                                     | 34                                     | uit                                    |

### NederlandseSingle Top 100
| Hitnotering: 06-03-2021 t/m 14-08-2021 | Hitnotering: 06-03-2021 t/m 14-08-2021 | Hitnotering: 06-03-2021 t/m 14-08-2021 | Hitnotering: 06-03-2021 t/m 14-08-2021 | Hitnotering: 06-03-2021 t/m 14-08-2021 | Hitnotering: 06-03-2021 t/m 14-08-2021 | Hitnotering: 06-03-2021 t/m 14-08-2021 | Hitnotering: 06-03-2021 t/m 14-08-2021 | Hitnotering: 06-03-2021 t/m 14-08-2021 | Hitnotering: 06-03-2021 t/m 14-08-2021 | Hitnotering: 06-03-2021 t/m 14-08-2021 | Hitnotering: 06-03-2021 t/m 14-08-2021 | Hitnotering: 06-03-2021 t/m 14-08-2021 | Hitnotering: 06-03-2021 t/m 14-08-2021 | Hitnotering: 06-03-2021 t/m 14-08-2021 | Hitnotering: 06-03-2021 t/m 14-08-2021 | Hitnotering: 06-03-2021 t/m 14-08-2021 | Hitnotering: 06-03-2021 t/m 14-08-2021 | Hitnotering: 06-03-2021 t/m 14-08-2021 | Hitnotering: 06-03-2021 t/m 14-08-2021 | Hitnotering: 06-03-2021 t/m 14-08-2021 | Hitnotering: 06-03-2021 t/m 14-08-2021 | Hitnotering: 06-03-2021 t/m 14-08-2021 | Hitnotering: 06-03-2021 t/m 14-08-2021 | Hitnotering: 06-03-2021 t/m 14-08-2021 | Hitnotering: 06-03-2021 t/m 14-08-2021 |
| Week:                                  | 1                                      | 2                                      | 3                                      | 4                                      | 5                                      | 6                                      | 7                                      | 8                                      | 9                                      | 10                                     | 11                                     | 12                                     | 13                                     | 14                                     | 15                                     | 16                                     | 17                                     | 18                                     | 19                                     | 20                                     | 21                                     | 22                                     | 23                                     | 24                                     |                                        |
| -------------------------------------- | -------------------------------------- | -------------------------------------- | -------------------------------------- | -------------------------------------- | -------------------------------------- | -------------------------------------- | -------------------------------------- | -------------------------------------- | -------------------------------------- | -------------------------------------- | -------------------------------------- | -------------------------------------- | -------------------------------------- | -------------------------------------- | -------------------------------------- | -------------------------------------- | -------------------------------------- | -------------------------------------- | -------------------------------------- | -------------------------------------- | -------------------------------------- | -------------------------------------- | -------------------------------------- | -------------------------------------- | -------------------------------------- |
| Positie:                               | 35                                     | 24                                     | 23                                     | 22                                     | 17                                     | 12                                     | 9                                      | 8                                      | 9                                      | 12                                     | 13                                     | 13                                     | 21                                     | 21                                     | 22                                     | 29                                     | 34                                     | 44                                     | 52                                     | 57                                     | 64                                     | 81                                     | 93                                     | 98                                     | uit                                    |

### VlaamseUltratop 50
| Hitnotering: 06-03-2021 t/m 04-09-2021 | Hitnotering: 06-03-2021 t/m 04-09-2021 | Hitnotering: 06-03-2021 t/m 04-09-2021 | Hitnotering: 06-03-2021 t/m 04-09-2021 | Hitnotering: 06-03-2021 t/m 04-09-2021 | Hitnotering: 06-03-2021 t/m 04-09-2021 | Hitnotering: 06-03-2021 t/m 04-09-2021 | Hitnotering: 06-03-2021 t/m 04-09-2021 | Hitnotering: 06-03-2021 t/m 04-09-2021 | Hitnotering: 06-03-2021 t/m 04-09-2021 | Hitnotering: 06-03-2021 t/m 04-09-2021 | Hitnotering: 06-03-2021 t/m 04-09-2021 | Hitnotering: 06-03-2021 t/m 04-09-2021 | Hitnotering: 06-03-2021 t/m 04-09-2021 | Hitnotering: 06-03-2021 t/m 04-09-2021 |
| Week:                                  | 1                                      | 2                                      | 3                                      | 4                                      | 5                                      | 6                                      | 7                                      | 8                                      | 9                                      | 10                                     | 11                                     | 12                                     | 13                                     | 14                                     |
| -------------------------------------- | -------------------------------------- | -------------------------------------- | -------------------------------------- | -------------------------------------- | -------------------------------------- | -------------------------------------- | -------------------------------------- | -------------------------------------- | -------------------------------------- | -------------------------------------- | -------------------------------------- | -------------------------------------- | -------------------------------------- | -------------------------------------- |
| Positie:                               | 38                                     | 44                                     | 28                                     | 38                                     | 36                                     | 34                                     | 19                                     | 14                                     | 12                                     | 13                                     | 12                                     | 12                                     | 11                                     | 9                                      |
| Week:                                  | 15                                     | 16                                     | 17                                     | 18                                     | 19                                     | 20                                     | 21                                     | 22                                     | 23                                     | 24                                     | 25                                     | 26                                     | 27                                     |                                        |
| Positie:                               | 9                                      | 10                                     | 6                                      | 16                                     | 11                                     | 16                                     | 16                                     | 21                                     | 26                                     | 28                                     | 35                                     | 37                                     | 48                                     | uit                                    |

### NPO Radio 2 Top 2000
| Nummer met noteringen in de NPO Radio 2 Top 2000 | '22  | '23  | '24  |
| ------------------------------------------------ | ---- | ---- | ---- |
| Cover Me in Sunshine                             | 1355 | 1377 | 1542 |

1. ↑  Een vetgedrukt getal geeft de hoogste notering aan.
2. ↑  2022 was het eerste jaar met een notering voor dit nummer.

## Covers
Op 6 augustus 2021 plaatste Leo Moracchioli een metalcover van het nummer. Ook hij zong het nummer samen met zijn dochtertje.